# Наука в Кувейте
В Кувейте растет сектор научных исследований. По данным Бюро патентов и торговых марок США, по состоянию на 31 декабря 2015 года в Кувейте зарегистрировано 448 патентов, Кувейт занимает второе место по количеству патентов в арабском мире.В начале 2010-х годов Кувейт производил наибольшее количество научных публикаций и патентов на душу населения в арабском мире и ОИК. Кувейтское правительство реализует различные программы по стимулированию инноваций, результатом которых являются патентные права. В период с 2010 по 2014 год в Кувейте был зарегистрирован самый высокий рост числа патентов в арабском мире. Глобальный инновационный индекс ВОИС показал, что Кувейт занимает относительно высокое место по коэффициенту эффективности инноваций (который показывает, сколько инновационных результатов страна получает на свои вводимые ресурсы). Кувейт занял 72-е место в Глобальном инновационном индексе в 2021 году, по сравнению с 60-м местом в 2019 году. 
Кувейт стал первой страной в регионе, внедрившей технологию 5G. Кувейт входит в число ведущих мировых рынков по проникновению 5G. 